# Souleymane Diaby
Souleymane Diaby (Elefántcsontpart, Daloa, 1987. szeptember 10. –) elefántcsontparti labdarúgó.

## Pályafutása

### A Budapest Honvédban
2011. október 1-én debütált a Honvéd felnőtt csapatában. Csereként állt be a 70. percben, Tchami helyére, a Paks ellen.